# 製衣業訓練局

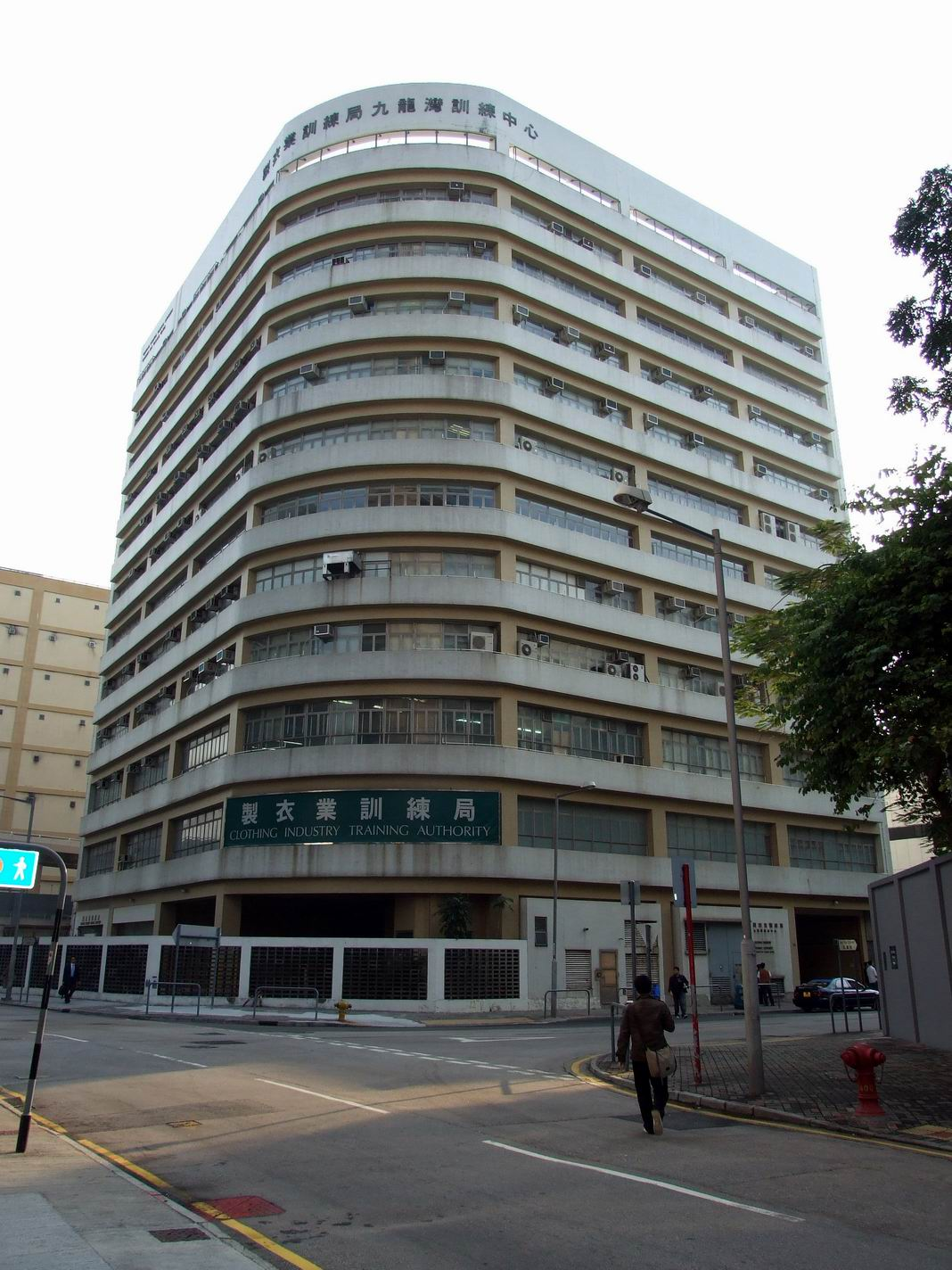
製衣業訓練局九龍灣訓練中心

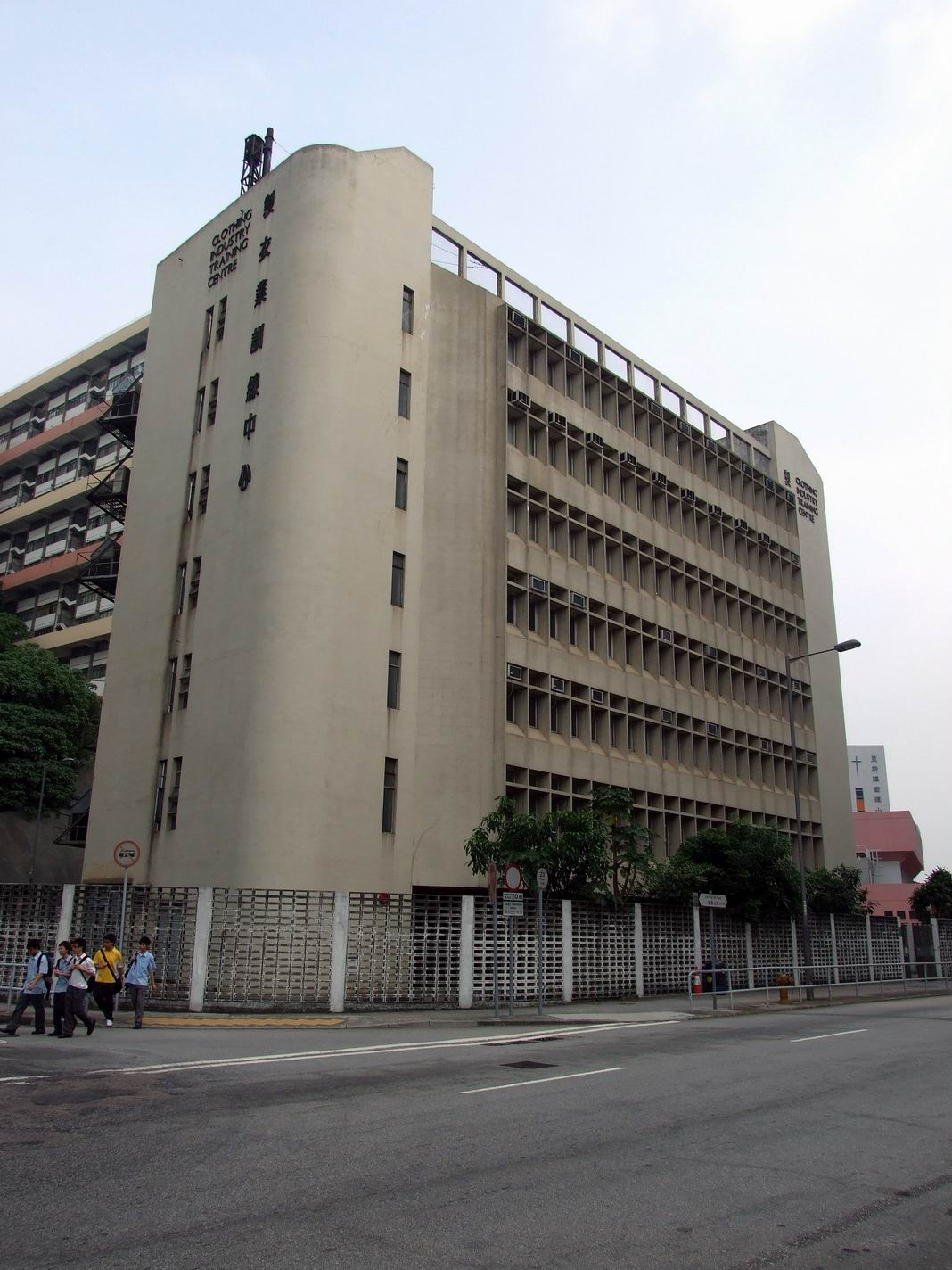
製衣業訓練局葵涌訓練中心

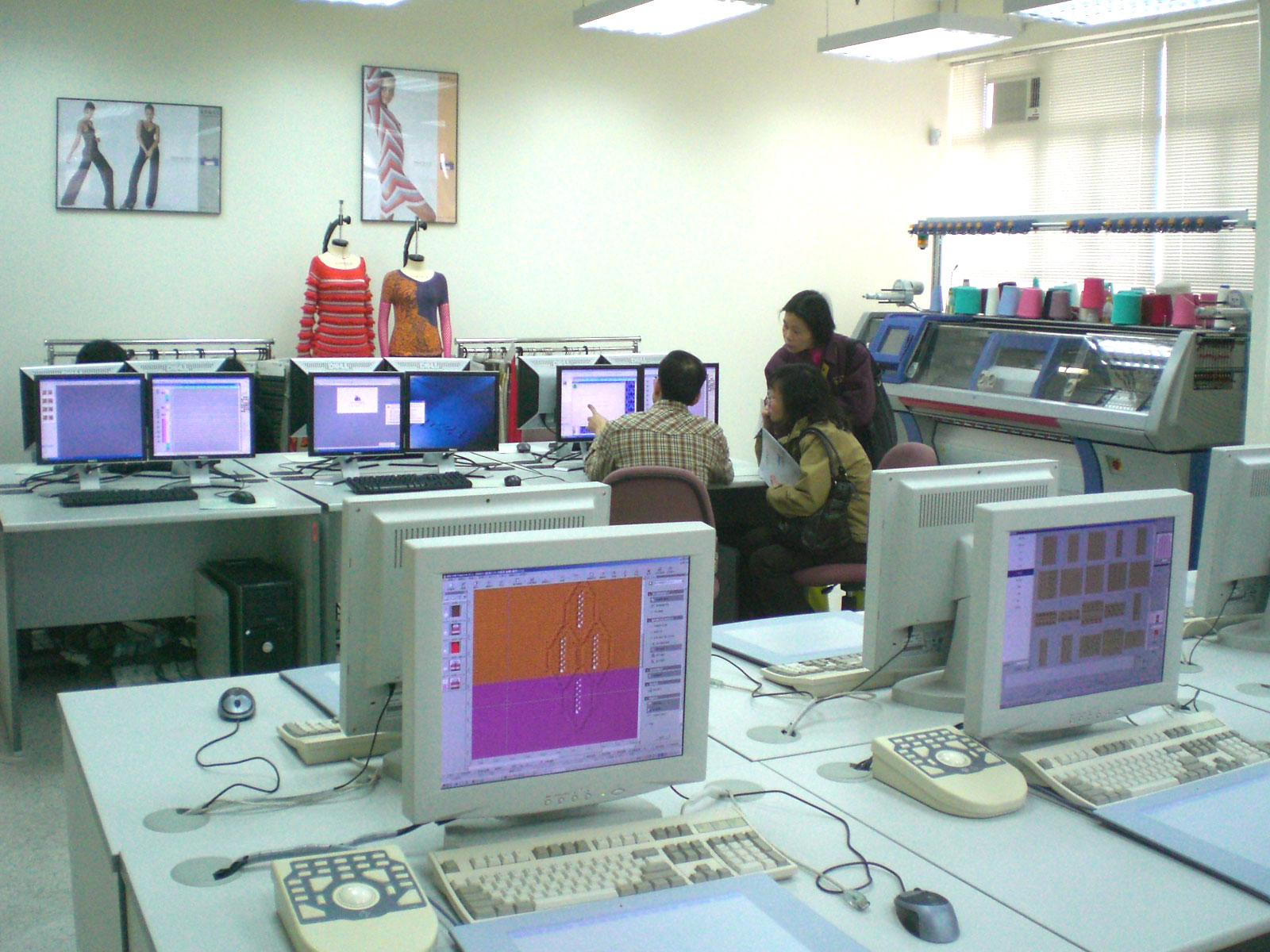
訓練中心內的一個培訓室

製衣業訓練局（英語：Clothing Industry Training Authority），簡稱CITA，製衣業訓練局是一個於1975年9月5日按照香港法例《工業訓練(製衣業)條例》成立的法定機構，服務於香港紡織及香港製衣業，提供訓練課程，培訓人才。

## 使命
製衣業訓練局的使命是協助製衣業提升至世界級的競爭水平。該局採用工業導向的方式，有效地增強下列服務：
- 培訓及發展管理及技術專才；
- 推動健全的商業運作；
- 促進創新及科技的應用。

## 歷史
製衣業訓練局於1975年9月5日依據《工業訓練（製衣業）條例成立》，為業界提供訓練課程，培訓人才。首間訓練中心於1977年10月19日在荔景落成。其後，位於九龍灣的訓練中心亦於1984年11月9日啟用。訓練局於2000年順利取得ISO9001的認證，以實施國際標準化的品質管理系統，亦是全港首家獲取此殊榮的工業培訓機構。2007年，成立「時裝學院」(Fashion Academy)，為中六畢業生提供不同領域及程度的課程。

### 歷任主席
- 田元灝博士（出任年份：1975年－1986年）
- 陳瑞球博士（出任年份：1986年－1997年）
- 王克繼醫生（出任年份：1997年－2007年）
- 林大輝博士（出任年份：2008年－2013年）
- 楊振勳先生（出任年份：2013年－2019年）
- 鄭文德先生（出任年份：2019年－現在）

## 課程

### 全日制課程
- 數碼時裝設計高級文憑

### 兼讀課程
- 服裝創製技術文憑
- 服裝產品開發文憑
- 數碼服裝設計證書
- 男士西裝製作證書課程
- 鞋履證書
- 短期課程
- 僱員再培訓局「人才發展計劃」

### 企業培訓課程
為提升與時裝服務業有關機構及企業的競爭力，訓練局開辨了多種不同類型及範疇度身訂造的短期及長期企業培訓課程，以滿足他們的需要的知識和管理技能培訓。

## 工業支援項目
訓練局為業界提供顧問及技術支援服務，藉以提升產業在全球市場的競爭優勢。部份重點項目包括：
- Higg指數顧問培訓
- 三維服裝設計及紙樣製作培訓項目
- 專為毛衣營銷員而設的針織設計進階培訓項目
- 高級營銷員的技術知識提升培訓項目
- 營銷員高效談判策略和技巧提升培訓項目
- 客製化服裝車縫員工整合啟導項目
- 運動服飾及配件廠商的生產力優化項目
- 客製化六西格瑪時裝營運分析培訓項目

## 政府資助項目
部份獲創新及科技基金資助的項目：
- 為香港中小企業紡織及時裝業建立再工業化路線圖
- 為紡織及製衣業建立化學品管理系統(CMS)電子學習平台
- SimFactory — 成衣生產線管理的電腦輔導系統
- 建構內衣產品作業基礎碳足跡模型

部份獲可持續發展基金資助的項目：
- 藉有效的碳資訊匯報和碳減排以提升香港服裝供應鏈內生產部門的低碳競爭優勢
- 成衣業的「優質企業社會責任」管理手冊—中小企業版]

## 外部連結
- 製衣業訓練局官方網址 （页面存档备份，存于）
- 製衣業訓練局官方 facebook